# Hans Holfelder (Mediziner)
Hans Holfelder (* 22. April 1891 in Nöschenrode; † 15. Dezember 1944 bei Budapest) war ein deutscher Chirurg, Radiologe, Hochschullehrer und SS-Führer.

## Leben
Holfelders Vater war Sanitätsrat und Chefarzt im Kreiskrankenhaus Wernigerode. Holfelder schloss den Besuch der Volksschule und des Gymnasiums in Wernigerode im März 1910 mit der Reifeprüfung ab. Nach halbjährigen Militärdienst beim Tübinger Infanterieregiment 180 nahm er im Herbst 1910 an der Tübinger Universität ein Studium der Medizin auf, das er bis 1914 in München, Gießen und Marburg fortführte. In Tübingen war er Mitglied der Studentenverbindung Saxonia. 1913 arbeitete er sich bei Hermann Krukenberg, einem Onkel mütterlicherseits, in die Röntgenologie ein. Nach Ausbruch des Ersten Weltkrieges war Holfelder Feldunterarzt des Deutschen Heeres. Aufgrund einer Frontbeurlaubung konnte er sein Studium 1916 mit dem Staatsexamen abschließen und promovierte mit der 1917 erschienenen Dissertation Über behelfsmässige Druckdifferenzverfahren unter Beifügung eines eigenen Verfahrens zum Dr. med.
Holfelder war ab 1919 Volontär-Arzt an der chirurgischen Abteilung der Universitätsklinik Halle unter dem Chirurgieprofessor Victor Schmieden, unter dessen Anleitung er bereits im Ersten Weltkrieg operierte. Im Herbst 1919 wechselte er zusammen mit Schmieden an die Universität Frankfurt am Main, wo er ab 1920 zunächst Assistenz- und ab 1922 Oberarzt war. Holfelders Habilitation erfolgte 1923 für die medizinischen Fachgebiete Chirurgie und Röntgenologie. Ab 1926 war Holfelder als Dozent an der Universität Frankfurt tätig und zugleich Direktor des Röntgeninstituts, das als Anbau an das städtische Krankenhaus Sachsenhausen neu erbaut wurde. Er wurde 1926 außerordentlicher und 1929 ordentlicher Professor für allgemeine Klinische Röntgenkunde an der Universität Frankfurt. Holfelder war 1931 Präsident der deutschen Röntgengesellschaft und wurde 1938 mit der Albers-Schönberg-Medaille ausgezeichnet. Von 1933 bis 1934 war er auch Dekan der medizinischen Fakultät der Universität Frankfurt. Holfelder galt seinerzeit als einer der versiertesten Radiologen. Neben der Weiterentwicklung der Strahlentherapie bei Tumoren der oberen Luft- und Speisewege und der Kreuzfeuerbestrahlung war sein Wirken auch mit der Hochstromtherapie verbunden. Holfelder prägte den Fachterminus „konzentrierte Röntgenstrahlentherapie“. Für seine medizinische Forschung im Bereich Röntgenologie wurde Holfelder im In- und Ausland mehrfach geehrt.
Holfelders Frankfurter Zeit wird als von Ehrgeiz und Machtstreben geprägt beschrieben. So kam es 1922 und 1923 zu heftigen brieflichen Auseinandersetzungen mit dem Physiker Friedrich Dessauer, der Messungen Holfelders und deren Interpretation kritisiert hatte. Die Bildung eines zweiten röntgendiagnostischen Instituts an der Universität 1934 führte ab 1936 zu langwierigen universitätsinternen Auseinandersetzungen, bei denen sich Holfelder gegen eine von ihm befürchtete ideelle und materielle Schlechterstellung seines Instituts zur Wehr setzte. Einem Ende 1941 geschlossenen Abkommen zwischen mehreren Professoren der Universitätsklinik stimmte Holfelder zwar zu, stellte jedoch zugleich klar, dass er in der Vereinbarung eine Halbierung seiner Stellung sehe und für seine Person die entsprechenden Konsequenzen ziehen würde. Seit Januar 1942 war die Berufung Holfelders an die Reichsuniversität Posen im Gespräch. Am 1. Mai 1943 wechselte Holfelder nach Posen; eine frühere Berufung war an dem noch ausstehenden Bau eines Zentralröntgeninstituts in Posen gescheitert.

## Politische Tätigkeit und SS-Führer
Nach eigenen Angaben Holfelders in einem 1937 verfassten Lebenslauf war er 1914 Mitglied des antisemitischen Verbandes gegen die Überhebung des Judentums geworden, ebenso habe er dem Reichshammerbund angehört. Nach Kriegsende habe er sich dem Deutschvölkischen Schutz- und Trutzbund angeschlossen und antisemitische Flugblätter finanziert und verteilt.
Nach der Machtübergabe an die Nationalsozialisten befürwortete der Gauleiter von Hessen-Nassau, Jakob Sprenger, im August 1933 einen Beitritt Holfelders zur NSDAP trotz der zu diesem Zeitpunkt bestehenden Mitglieder-Aufnahmesperre. Sprenger bescheinigte Holfelder, er sei kein „Konjunkturritter“, wies auf sein frühes Engagement in völkischen Organisationen hin und erklärte, Holfelder habe sich an der Frankfurter Universität große Verdienste um die Förderung des Wehrsports und des Nationalsozialistischen Deutschen Studentenbundes erworben. Holfelders Parteieintritt wurde rückwirkend auf den 1. Mai 1933 (Mitgliedsnummer 1.592.030) datiert.
Am 15. Juni 1933 war Holfelder als Anwärter der SS beigetreten; SS-Mann wurde er im Oktober 1933 (SS-Nummer 101.658). In der SS wurde Holfelder mehrfach befördert; so im April 1935 zum Sturmbannführer, im September 1936 zum Standartenführer und zuletzt Ende Januar 1944 zum SS-Oberführer. Holfelder war Initiator und Kommandeur des SS-Röntgensturmbanns beim SS-Führungshauptamt. Angehörige dieser Sonderformation untersuchten bereits bei einem Reichsparteitag in Nürnberg Ende der 1930er Jahre über 10.000 SS-Mitglieder auf Tuberkulose (Tbc). Später fanden Reihenuntersuchungen auf Tbc in verschiedenen Reichsgauen statt, bei denen bis 1944 sechs Millionen Deutsche untersucht wurden. Bei den Tbc-infizierten unter den Untersuchten wurden anschließend Heilverfahren durchgeführt. Einem Schreiben Hans Jüttners vom Januar 1941 zufolge sollte der von Holfelder geführte Röntgensturmbann ab Februar 1941 von bislang circa 250 Mann auf bis zu 850 Mann vergrößert werden. Der SS-Röntgensturmbann untersuchte bis Kriegsende auch „volksdeutsche“ Umsiedler (in Kombination mit Rassenuntersuchungen), KZ-Häftlinge zur Aufrechterhaltung des Arbeitseinsatzes und zur Abwehr von Seuchen sowie Angehörige der Hitlerjugend, die bei den Untersuchungen zu einem freiwilligen Eintritt in die Waffen-SS genötigt wurden.
Während des Zweiten Weltkrieges war Holfelder im Warthegau an Planungen beteiligt, 35.000 an Tbc erkrankte Polen durch Gas zu ermorden. Holfelder befürwortete im Mai 1943 gegenüber einem hochrangigen Offizier der Wehrmacht in Posen die „Ausrottung der Juden“ und merkte an, es sei „humaner, auch Kinder zu töten, als sie als Juden leben zu lassen“. Bei der SS-Panzer-Division Leibstandarte SS Adolf Hitler war Holfelder beratender Röntgenologe. Ab Januar 1944 gehörte Holfelder als SS-Führer dem Stab des SS-Oberabschnitts Warthe an. Bei der Niederschlagung des Warschauer Aufstandes 1944 war Holfelder verwundet worden, da der Röntgensturmbann aufgrund der Kriegslage als Kampfeinheit Verwendung fand. Holfelder fiel in der Schlacht um Budapest.